# Fokker C.I

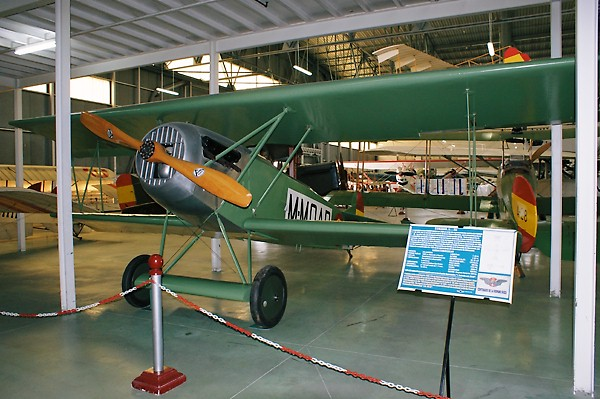
Fokker C.I - Ontwerp uit 1918

De Fokker C.I was een verkennings- en trainingsvliegtuig ontworpen door Fokker in Duitsland. De dubbeldekker was een vergrote Fokker D.VII met twee zitplaatsen en een 185 pk BMW-motor. De eerste vlucht vond plaats in 1918 op vliegveld Schwerin. Het toestel was oorspronkelijk bedoeld om te verkopen aan het Duitse leger in de Eerste Wereldoorlog. Maar het vliegtuig kwam te laat gereed voor actieve dienst. Na de wapenstilstand wist Anthony Fokker een aantal toestellen naar Nederland te smokkelen. In februari 1919 bestelde de Nederlandse Luchtvaartafdeeling zestien toestellen die nu werden geproduceerd bij Fokker Amsterdam. De C.I bleef tot 1936 in actieve Nederlandse dienst.

## Specificaties
- Type: Fokker C.I
- Rol: verkenner en trainingsvliegtuig
- Bemanning: 2
- Lengte: 7,23 m
- Spanwijdte: 10,5 m
- Hoogte: 2,87
- Leeggewicht: 855 kg
- Maximum gewicht: 1250 kg
- Motor: 1 × BMW IIIa zescilinder watergekoelde lijnmotor, 185 pk
- Propeller: tweeblads
- Eerste vlucht: 1918
- Aantal gebouwd: 250+

Prestaties
- Maximumsnelheid: 175 km/u
- Plafond: 4000  m
- Vliegbereik: 320 km

Bewapening
- 2 × Machinegeweer (1 × voorwaarts gericht, 1 × achterwaarts)
- 50 kg afwerpbare containers